# 龍埔站
龍埔站，副站名「三峽廣行宮」，位於臺灣新北市三峽區，為新北捷運 三鶯線（興建中）的捷運車站。預計於2025年底通車。

## 車站概要
車站位於三峽龍埔路。車站編號為LB05。

## 車站構造
高架車站。

## 歷史
- 2017年7月12日，公告各站站名，其中包括「龍埔站」。[4][5]

### 預定時程
- 2025年底，三鶯線正式通車。[6]

## 車站周邊

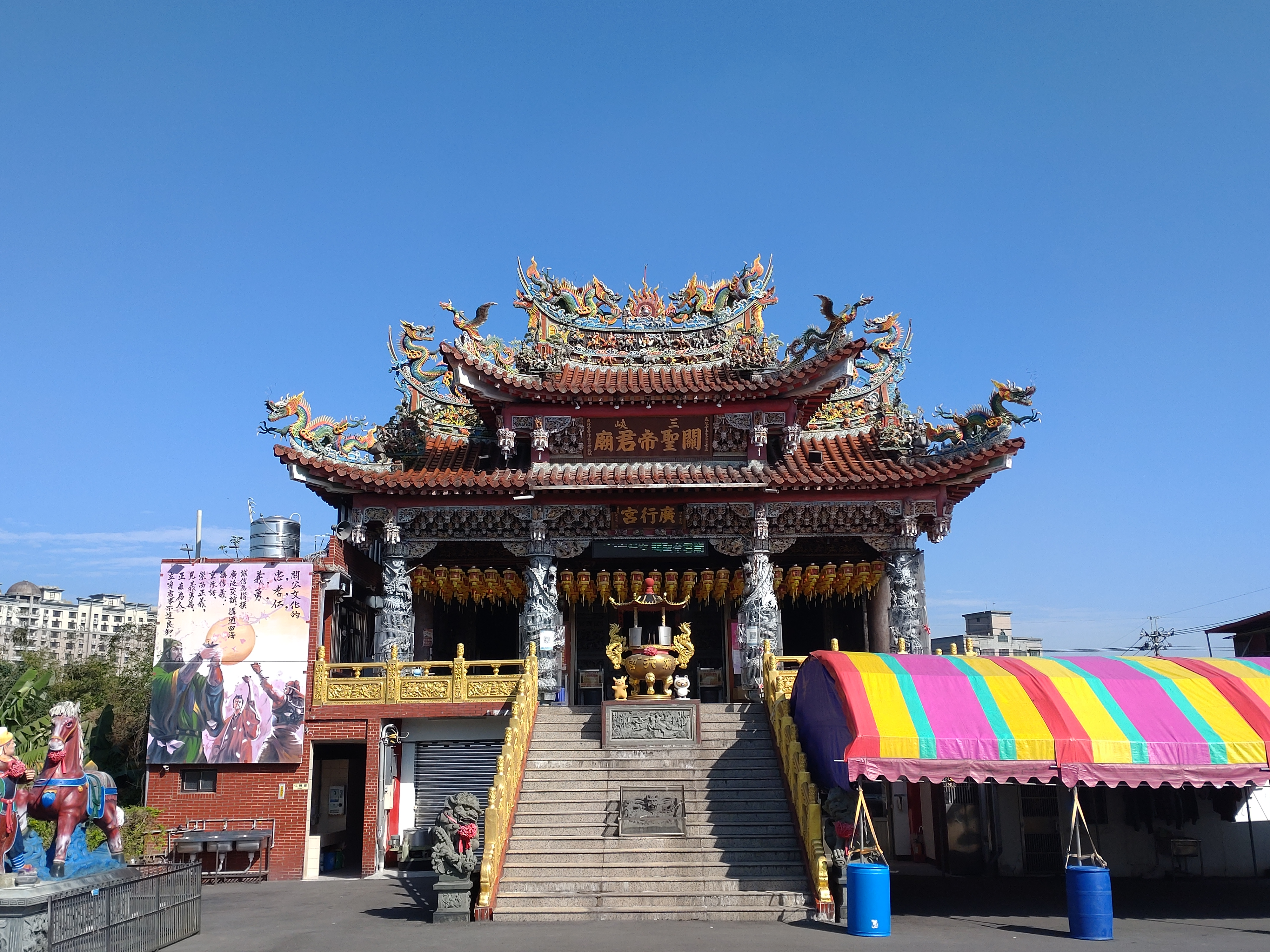
三峽廣行宮

- 三峽廣行宮[7]
- 三角湧大橋
- 三峽機廠

## 公車資訊
| 編號 | 經營業者 | 區間                  | 備註                      |
| ---- | -------- | --------------------- | ------------------------- |
| 707  | 台北客運 | 麗寶國際館 - 富錦街口 | 停靠 龍埔三樹路98巷口站牌 |

## 外部連結
新北市政府捷運工程局 （页面存档备份，存于）